# Louise Lehzen
 (décembre 2020).
Si vous disposez d'ouvrages ou d'articles de référence ou si vous connaissez des sites web de qualité traitant du thème abordé ici, merci de compléter l'article en donnant les références utiles à sa vérifiabilité et en les liant à la section « Notes et références ».
Louise Lehzen, née le 3 octobre 1784 dans le duché de Saxe-Cobourg-Saalfeld et morte le 9 septembre 1870 à Bückeburg dans la principauté de Schaumbourg-Lippe est une baronne allemande, gouvernante puis conseillère de la reine Victoria.

## Biographie
Louise Lehzen née Johanna Clara Louise Lehzen et plus connue sous le nom de la Baronne Louise Lehzen, était la gouvernante et l'amie de la reine Victoria du Royaume-Uni. Elle entre au service de la duchesse de Kent Victoire de Saxe-Cobourg-Saalfeld et de son mari, le prince Édouard-Auguste, duc de Kent et de Strathearn. Cinq ans plus tard, elle devient la gouvernante de leur enfant unique : la princesse Victoria. 
Lorsque Victoria devient reine en 1837, la baronne devient la secrétaire privée officieuse de la reine et en cette qualité, elle obtient des appartements adjacents à ceux de la reine. Lors du mariage de Victoria au Prince Albert en 1840, les relations changent : le prince et la baronne se détestent et leurs relations empirent lorsque la fille des deux époux, la princesse royale Victoria, tombe malade. La baronne est congédiée et sa relation avec la reine en souffre énormément. Lehzen passe ses dernières années à Hanovre et meurt en 1870.

## Famille et enfance
Louise Lehzen est la plus jeune de 7 filles et 2 garçons d'un pasteur luthérien Joachim Friedrich Lehzen et de sa femme, Melusine Palm. La jeune fille commence à travailler très jeune et obtient un emploi chez les von Marenholtzes, une famille aristocrate allemande. 
Elle entre ensuite au service de la famille du duc (un fils cadet du roi d'Angleterre) et de la duchesse de Kent. Elle y est gouvernante de la fille du premier mariage de la duchesse, Feodora de Leiningen, âgée de 12 ans. En 1819 Louise Lehzen suit le couple ducal en Angleterre pour lequel elle travaille depuis 1817, afin que la duchesse de Kent accouche de son enfant à naître en Angleterre; l'enfant étant susceptible d'être l’héritier du trône.  Le duc mourra peu après la naissance de sa fille unique.
Quelques années plus tard, il est de plus en plus évident que cette enfant prénommée Alexandrina Victoria succédera à son oncle Guillaume IV. Mademoiselle Lehzen a été nommée gouvernante de la princesse. On lui accordera le titre de baronne (du royaume de Hanovre). Victoria l'aimera comme une seconde mère et quand elle accédera au trône la gardera à ses côtés. 
Cependant le mariage de Victoria rendra les relations du couple avec la baronne difficiles : le prince Albert n'aura guère confiance en la baronne ni au point de vue des conseils donnés à Victoria ni au point de vue du suivi médical des enfants. Il tâchera en vain de l'éloigner de son épouse. En 1842, un accord est conclu. La baronne accepte de prendre sa retraite et se retire en Allemagne. Elle y vivra avec une de ses sœurs et gardera avec la reine un contact épistolaire régulier.

## Dans la culture populaire
Dans les deux premières saisons de la série télévisée britannique Victoria, le rôle de Louise Lehzen est interprété par l'actrice allemande Daniela Holtz (de).